# Сверчков, Дмитрий Фёдорович
Дми́трий Фёдорович Сверчко́в (1882—1938) — деятель российского социал-демократического движения, драматург, прозаик и сценарист.

## Биография
Родился в слободе Талы Воронежской губернии в семье офицера дворянского происхождения. По национальности русский.
В 1899 году вступил в «Петербургский Союз борьбы за освобождение рабочего класса».
После II съезда РСДРП примкнул к большевикам. Во время революции 1905—1907 годов — депутат Петроградского совета, затем член его Исполкома и Президиума. Из-за разногласий с большевиками присоединился к меньшевикам.
Арестован 3 декабря 1905 года. В числе 14 осуждённых, включавших Л. Д. Троцкого, был сослан в Сибирь, лишён дворянства. Из ссылки бежал в 1907 году.
В 1908—1909 годах работал в Центральном бюро заграничных групп РСДРП, кооптирован в члены Центрального комитета партии. С 1910 года — на нелегальной работе в Москве, где был вновь арестован. Осуждён на каторгу. Восстановлен в правах Временным правительством в 1917 году.
В 1920 году вступил в РКП(б), работал на ответственных должностях.
В ходе массовых репрессий был арестован 11 августа 1937 года. Осуждён Военной коллегией Верховного суда СССР по обвинению в участии в контрреволюционной террористической организации правых, расстрелян 21 апреля 1938 года. Реабилитирован 7 июля 1956 года, определением Военной коллегии Верховного суда СССР.

## Произведения Д. Ф. Сверчкова

### Мемуары «На заре революции»
В начале 1920-х годов начал работу над книгой воспоминаний «На заре революции». С 1922 по 1925 годы вышло несколько изданий. Особенностью книги было лестные упоминания о Л. Д. Троцком, который считал Сверчкова своим личным другом.
В РГАСПИ хранится личная переписка Троцкого и Сверчкова, частично она опубликована.

### Другие произведения
- Сверчков Д. Ф. Три метеора: Г. Гапон — Г. Носарь — А. Керенский. — Л.: Прибой, 1926. — 252 с.